# Senne Lynen
Senne Maaike Lynen (Borsbeek, 19 febbraio 1999) è un calciatore belga, centrocampista del Werder Brema.

## Carriera

### Club
Cresciuto nei settori giovanili di alcune squadre belghe, tra cui il Club Bruges, il 29 gennaio 2018 viene acquistato dal Telstar. Dopo due stagioni e mezza trascorse nella seconda divisione olandese, il 23 maggio 2020 firma un contratto triennale con l'Union Saint-Gilloise. Con la squadra belga vince il campionato di seconda divisione al termine della stagione. Il 25 luglio 2021 esordisce in Pro League, disputando l'incontro vinto per 1-3 contro l'Anderlecht. Il 21 giugno 2022 prolunga il suo contratto fino al 2024.

### Nazionale
Ha rappresentato le nazionali giovanili belghe.

## Statistiche

### Presenze e reti nei club
Statistiche aggiornate al 7 ottobre 2022.
| Stagione        | Squadra              | Campionato      | Campionato | Campionato | Coppe nazionali | Coppe nazionali | Coppe nazionali | Coppe continentali | Coppe continentali | Coppe continentali | Altre coppe | Altre coppe | Altre coppe | Totale | Totale |
| Stagione        | Squadra              | Comp            | Pres       | Reti       | Comp            | Pres            | Reti            | Comp               | Pres               | Reti               | Comp        | Pres        | Reti        | Pres   | Reti   |
| --------------- | -------------------- | --------------- | ---------- | ---------- | --------------- | --------------- | --------------- | ------------------ | ------------------ | ------------------ | ----------- | ----------- | ----------- | ------ | ------ |
| gen.-giu. 2018  | Telstar              | 1D              | 9+2        | 0          | CO              | -               | -               |                    | -                  | -                  |             | -           | -           | 11     | 0      |
| 2018-2019       | Telstar              | 1D              | 29         | 4          | CO              | 1               | 0               |                    | -                  | -                  |             | -           | -           | 30     | 4      |
| 2019-2020       | Telstar              | 1D              | 25         | 1          | CO              | 2               | 0               |                    | -                  | -                  |             | -           | -           | 27     | 1      |
| Totale Telstar  | Totale Telstar       | Totale Telstar  | 63+2       | 5+0        |                 | 3               | 0               |                    | -                  | -                  |             | -           | -           | 68     | 5      |
| 2020-2021       | Union Saint-Gilloise | D2              | 20         | 1          | CB              | 2               | 0               |                    | -                  | -                  |             | -           | -           | 22     | 1      |
| 2021-2022       | Union Saint-Gilloise | D1              | 10         | 1          | CB              | 0               | 0               |                    | -                  | -                  |             | -           | -           | 10     | 1      |
| 2022-2023       | Union Saint-Gilloise | D1              | 10         | 0          | CB              | 0               | 0               | UCL+UEL            | 2+3                | 0+1                |             | -           | -           | 15     | 1      |
| Totale carriera | Totale carriera      | Totale carriera | 105        | 7          |                 | 5               | 0               |                    | 5                  | 1                  |             | -           | -           | 115    | 8      |

## Palmarès

### Club

#### Competizioni nazionali
- Division 1B: 1

Union Saint-Gilloise: 2020-2021